# 薛定谔环形山

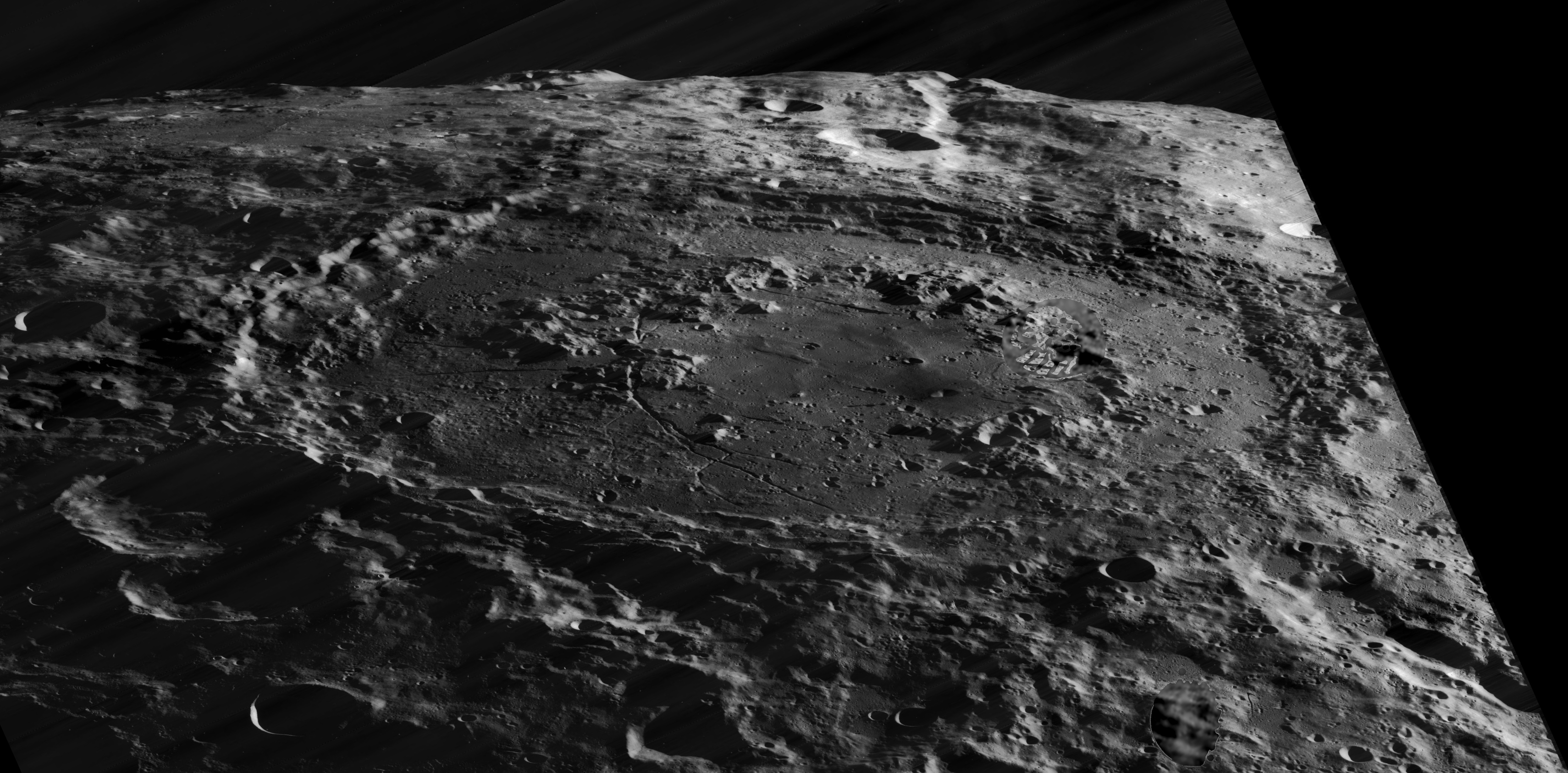
月球轨道器5号拍摄的斜视图

薛定谔环形山(Schrödinger)是一座传统上称为"环壁平原"的大型月球撞击坑，以埃尔温·薛定谔(Erwin Schrödinger)之名命名，它位于月球背面的南极附近，只有在轨道上才能看到它。它的西南边缘紧挨较小的甘斯文特环形山，南面是尼菲德耶夫环形山，西南方更远处是阿蒙森环形山。
由于后续的撞击，使得薛定谔环形山圆状的外侧沿变得很宽厚，但边缘界限仍为清晰，沿内侧壁可看出台地痕迹。陨坑四周堆积的喷发物构成了一道延展近100公里的不规则环垒。
薛定谔撞击盆地是月球上少数几个显示了近期火山地质活动证据的地点之一。对盆地的地质研究显示了火山喷发和熔岩流的证据，也存在因撞击所造成的更古老的火山物质和散落物质。
环形山内有一个直径为外环一半的内环，围绕中心构成了一座崎岖的圆形山脉，山脉南侧有一个宽大的裂口，坑内其余地表被后来的熔岩流覆盖，除东南部地表较粗糙外，其余区域相对平整，尤其是内环中。
环形山内横亘着一条错综复杂的月溪，在南侧形成了多个裂口。此外后续发生的撞击在地表留下一些零散的陨坑，但环形山中心点没有中央峰。

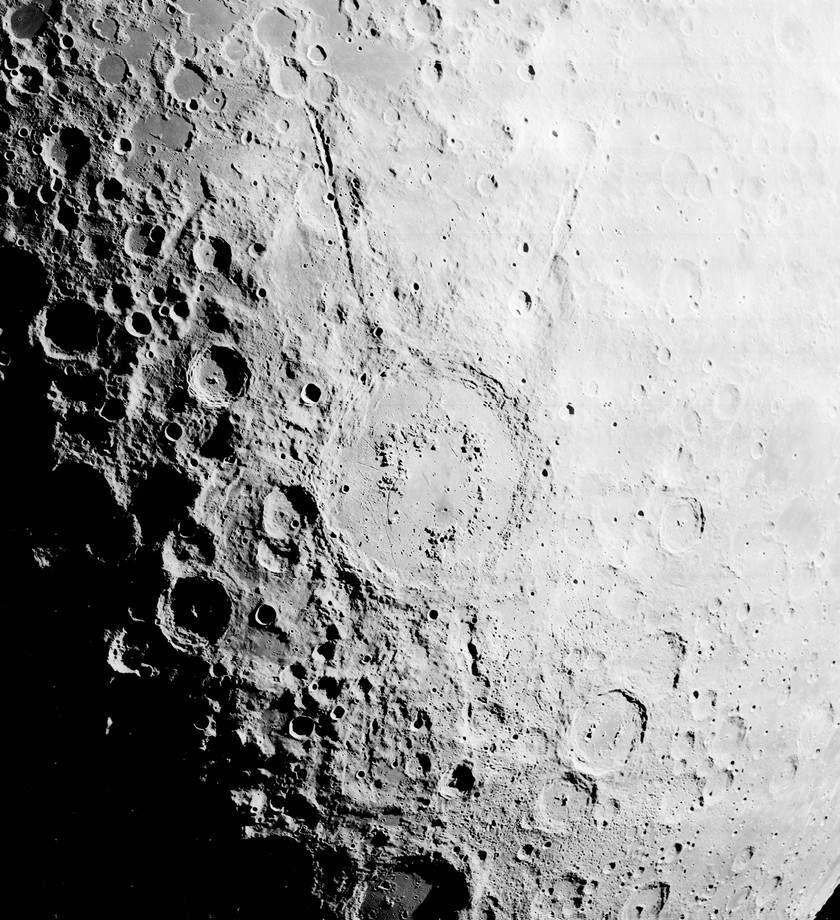
薛定谔环形山位于中间，普朗克月谷从环形山向右上角伸展；而薛定谔月谷伸向左上角，穿过西科尔斯基 (环形山)，月球南极则在左下角的阴影区中。

狭长的薛定谔月谷从薛定谔环形山径直伸向西北，它的起点距环形山有一段距离，位于环周边堆积的喷发物边缘处，其终点抵达莫尔顿环形山边缘；另一条径直往北的普朗克月谷则起源于薛定谔环形山喷发物边缘上的格罗特里安环形山附近，并穿过费希纳环形山。

## 卫星陨石坑
按惯例，通过在最靠近薛定谔环形山的卫星陨坑中心点旁放置字母，以在月图上标示它们。
| 薛定谔环形山 | 纬度    | 经度     | 直径    |
| ------------ | ------- | -------- | ------- |
| B            | 68.4° S | 141.3° E | 25 公里 |
| G            | 75.4° S | 137.2° E | 8 公里  |
| J            | 78.4° S | 154.6° E | 16 公里 |
| W            | 68.5° S | 115.6° E | 12 公里 |

## 通俗文化
薛定谔环形山是芬兰电影《钢铁苍穹》中，纳粹在月球上的军事基地-"黑太阳"(Schwarze Sonne)所在地。